# Атагуза
Атагуза (баш. Атағуза) — ручей в Хайбуллинском районе Башкортостана, Россия. Правый приток Сакмары, впадает ниже реки Танкас. Длина около 3,9 км. В начале своего пути в Атагузу впадают мелкие горные ключи Через Атагузу по броду проходит дорога местного значения.
В верховьях — лесная местность, в срединном течении лес сохраняется на левом берегу, на правом и вблизи впадения в Сакмару — безлесая местность.

## Этимология
Происходит от антропонима Атағуҙа (Атагуза)